# Walter Köberle
Temple de la renommée allemand : 1988
Walter Köberle (né le 13 janvier 1949 à Kaufbeuren) est un ancien joueur et entraîneur professionnel allemand de hockey sur glace.

## Carrière

### En tant que joueur
Köberle fait ses débuts avec les adultes à l'ESV Kaufbeuren lors de la saison 1965-1966 et reste jusqu'à la relégation du club en 1971. La saison suivante, il rejoint le Düsseldorfer EG et est champion d'Allemagne. Trois ans plus tard, il est de nouveau avec Düsseldorf.
Il intègre l'équipe nationale, participe aux Jeux olympiques de 1976 et remporte la médaille de bronze.
Alors qu'il est de nouveau champion en 1981, pour la saison suivante, il signe avec le Kölner EC, l'autre grand club de la région. Il ne fait que cette saison à Cologne et revient à Düsseldorf où il met fin à sa carrière en 1983.

### En tant qu'entraîneur
Walter Köberle devient l'entraîneur de l'équipe junior du Düsseldorfer EG. En août 1993, il annonce être le nouvel entraîneur des Eisbären Berlin, mais ne peut pas l'être en raison de son état de santé.
Après le retour de Düsseldorf en élite en 2000, Köberle devient l'adjoint de l'entraîneur Gerhard Brunner.
En octobre 2004, il est entraîneur par intérim, pour trois matchs, des Krefeld Pinguine en remplacement de Butch Goring qui deviendront champion d'Allemagne.
Pour la saison 2005-2006, il est l'entraîneur des DEG Metro Stars. À ce titre, il est vice-champion en 2006 et en 2009 et remporte la Coupe d'Allemagne en 2006. En janvier 2012, Walter Köberle est nommé directeur sportif des DEG et est remplacé par Lance Nethery.

## Palmarès
- Champion d'Allemagne : 1972, 1975.
- Médaille de bronze aux Jeux olympiques de 1976.